# Jaap Maris
Jacob Maarten (Jaap) Maris (Willemstad, 7 maart 1924 – Nunspeet,13 april 2012) was een Nederlands politicus van de ARP en later het CDA.
Jaap Maris was van 1976 tot 1983 burgemeester van gemeente Kollumerland en Nieuwkruisland. Daarna werd hij burgemeester van Dantumadeel tot zijn pensionering in 1989. 